# Rodolphe Santelli
Pour les articles homonymes, voir Santelli.
Rodolphe Santelli, né le 30 octobre 1857 à Lavatoggio (Haute-Corse) et décédé le 23 février 1933 à L'Île-Rousse (Haute-Corse), est un homme politique français.
Médecin, il est conseiller général du canton de l'Île-Rousse en 1892 et député de Corse de 1906 à 1910, inscrit au groupe de la Gauche démocratique.

## Sources
- « Rodolphe Santelli », dans le Dictionnaire des parlementaires français (1889-1940), sous la direction de Jean Jolly, PUF, 1960 [détail de l’édition]